# Рона (департамент)
Ро́на (фр. Rhône) — департамент на південному сході Франції, один з департаментів регіону Овернь-Рона-Альпи.
Порядковий номер 69. Адміністративний центр — Ліон. Населення 1,579 млн чоловік (4-е місце серед департаментів, дані 1999 р.).

## Географія
Площа території 3 249 км². Через департамент протікають річки Рона, Сона. 
Департамент включає 2 округи, 54 кантони і 293 комуни.

## Історія
Рона була утворена в 1793 року після розділення на дві частини департаменту Рона і Луара.